# Quilate

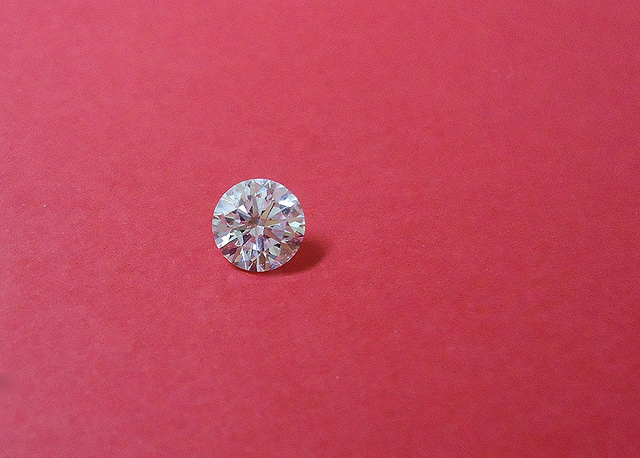
Un diamante brillante de 1 quilate (200 mg).

El quilate es un término que se utiliza para cuantificar la masa de gemas y perlas, y también el grado de pureza de los metales preciosos.

## Definiciones

### Quilate de gemología (masa)
Unidad de masa usada, fundamentalmente, para pesar gemas y perlas, y abreviada ct. En este sentido, un quilate representó históricamente una ciento cuarentava (1⁄140) parte de una onza (205 miligramos). Desde 1907, con la implantación del sistema métrico decimal, se utiliza el "Quilate Decimal", el cual representa una masa de 200 miligramos (0,2 gramos), por tanto 5 quilates equivale a 1 gramo; 10 quilates, a 2 gramos; 100 quilates, a 20 gramos.

### Quilate de orfebrería (pureza)
Designa la pureza del oro utilizado en las joyas. En este sentido, un quilate (abreviado K o kt) representa una veinticuatroava (1⁄24) parte de la masa total de la aleación que compone el metal (aproximadamente el 4,167 %). Por ejemplo, si una joya hecha con oro es de 18 quilates, su aleación está hecha de 18⁄24 (o lo que es lo mismo 3⁄4) partes de oro y tiene una pureza del 75 %, mientras que una pieza de 24 quilates está hecha de 24⁄24 partes de oro y por lo tanto es de oro puro.

## Etimología

### Origen del quilatemasa
El término proviene de la antigua palabra griega kerátion (κεράτιον), que significa algarroba (Ceratonia siliqua), porque las semillas de este fruto eran utilizadas en la antigüedad para pesar gemas y joyas debido al tamaño y peso notoriamente uniformes de las semillas. Ahora se sabe, que una semilla, tiene un peso aproximado, de 0.20 gramos.
Cuando los árabes adoptaron esta unidad de masa el nombre se deformó a quirat, y ésta se deformó a quilate al saltar al español.

### Transición al quilatepureza
En el año 309 d. C. el emperador romano Constantino I ordenó acuñar el primer solidus, una moneda de 24 quilates (masa) de oro; sin duda, en esos momentos, la equivalencia en peso, de 24 semillas del algarrobo, (unos 4,5 gramos).
Fue la referencia del peso del oro hasta al menos el siglo XII; su pureza se convirtió en la ley del oro; es decir, cuántos quilates-masa (de los 24 totales de la moneda) son oro puro: 24 quilates, lo que significa una pureza del 100%. 18 quilates significa que la aleación contiene un 75%, etc.
Integrada en el sistema duodecimal romano de pesos y medidas como 1⁄72 de libra, siendo cada quilate o siliqua 1⁄1728 de libra. El solidus (de donde procede la palabra castellana sueldo), y su equivalente árabe dinar (del latín denario, de donde procede dinero).

### Ortografía: quilate o kilate
La ortografía «kilate» es incorrecta y no aceptada por la Real Academia Española de la Lengua, al no estar relacionada la palabra con el prefijo kilo-. La abreviatura de quilate masa es "ct" según la grafía francesa carat, mientras la del quilate pureza es "K" debido al término griego καθαρότητα (katharótita, “pureza”).